# 989
Cette page concerne l'année 989  du calendrier julien.
L'année 989 est une année commune qui commence un mardi.

## Événements

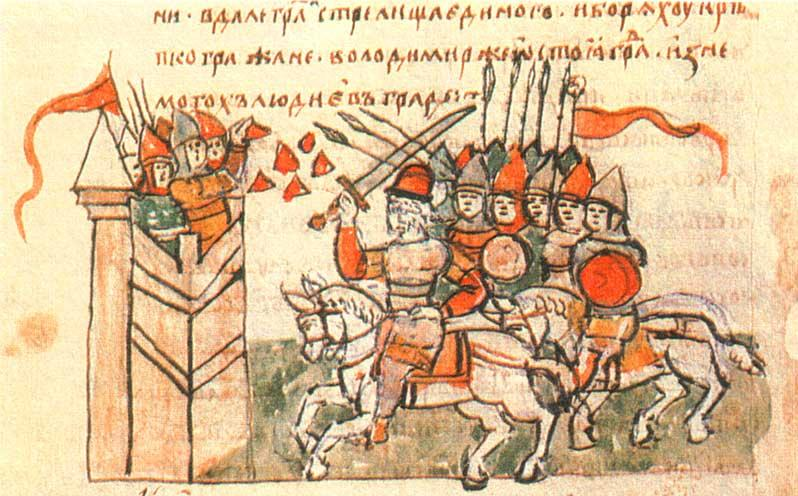
7 avril-27 avril : Vladimir Ier assiège Chersonèse ; Chronique Radzivill

- 7 avril-27 avril : Vladimir Ier assiège Chersonèse, ville byzantine ralliée à Bardas Phocas le Jeune, dont il s’empare grâce à la trahison de l’évêque[1]. L’expédition a peut-être pour but de décider Basile II à envoyer sa sœur Anna Porphyrogénète en Russie[2].
- 13 avril : le général  byzantin révolté Bardas Phocas est vaincu et tué à Abydos par le basileus Basile II allié aux Russes[1]. Bardas Sklèros, libéré par la femme de Phocas, reprend un temps la lutte. Il tente d'intercepter le ravitaillement de Constantinople, puis négocie la paix et se retire à Didymotique[3].
- Avril ou mai : Arnoul, fils illégitime du roi Lothaire, est élu archevêque de Reims avec l'appui de Hugues Capet au détriment de Gerbert d'Aurillac ; Hugues, qui soupçonne une intrigue, lui interdit de se rendre à Rome pour obtenir le pallium du pape[4].

- 19 mai : Vladimir Ier le Grand, grand-prince de Kiev se convertit au christianisme. Il reçoit peut-être le baptême le dimanche de Pentecôte en l’église Saint-Basile de Chersonèse, puis épouse la princesse byzantine Anna Porphyrogénète[1].

- 1er juin : début du mouvement de paix en Occident : le concile de Charroux, près de Poitiers, décide d’excommunier, avec l’approbation générale, tout individu qui aurait dépouillé un paysan de ses biens ou brutalisé un clerc désarmé[4]. D’autres conciles se tiennent à Narbonne (990) et en Aquitaine, où l’on fait prêter serment de paix aux guerriers féodaux que l’on commence à nommer chevaliers.

- 15 août : rentré à Kiev, Vladimir Ier obtient le baptême collectif dans le Dniepr d’une grande partie de ses guerriers[5].
- Fin août ou septembre : l'archevêque Arnoul livre Reims à son oncle Charles de Lorraine, prétendument  à son insu[4].

- 5 septembre : passage de la comète de Halley[6].
- Septembre : début du règne de Gaguik Ier, roi bagratide d’Ani, en Arménie (fin en 1020)[7].

- 25 octobre, Constantinople : un séisme renverse des tours de défense et les coupoles de 40 églises, dont celle de Sainte-Sophie[3].

- Le tsar bulgare Samuel, qui a profité de la guerre civile dans l'Empire byzantin pour créer un nouvel État centré sur la Macédoine, prend Berrhoé et menace Thessalonique[3].